# Linea Butovskaja
La linea Butovskaja (in russo Бутовская линия?) o linea 12, precedentemente nota come linea A1, è una linea della metropolitana di Mosca a servizio dell'omonima città, capitale della Russia. La linea rappresenta un esperimento di costruzione di un sistema di trasporto rapido in aree in cui gli scavi per i tunnel potrebbero essere troppo costosi o addirittura impraticabili. Nel passato, furono condotti tentativi per la costruzione di linee al livello del suolo, tuttavia, come mostrato dalla Linea Filëvskaja, l'aspro clima russo, particolarmente in inverno, fece tramontare le ipotesi di ulteriori sviluppi in questo senso.

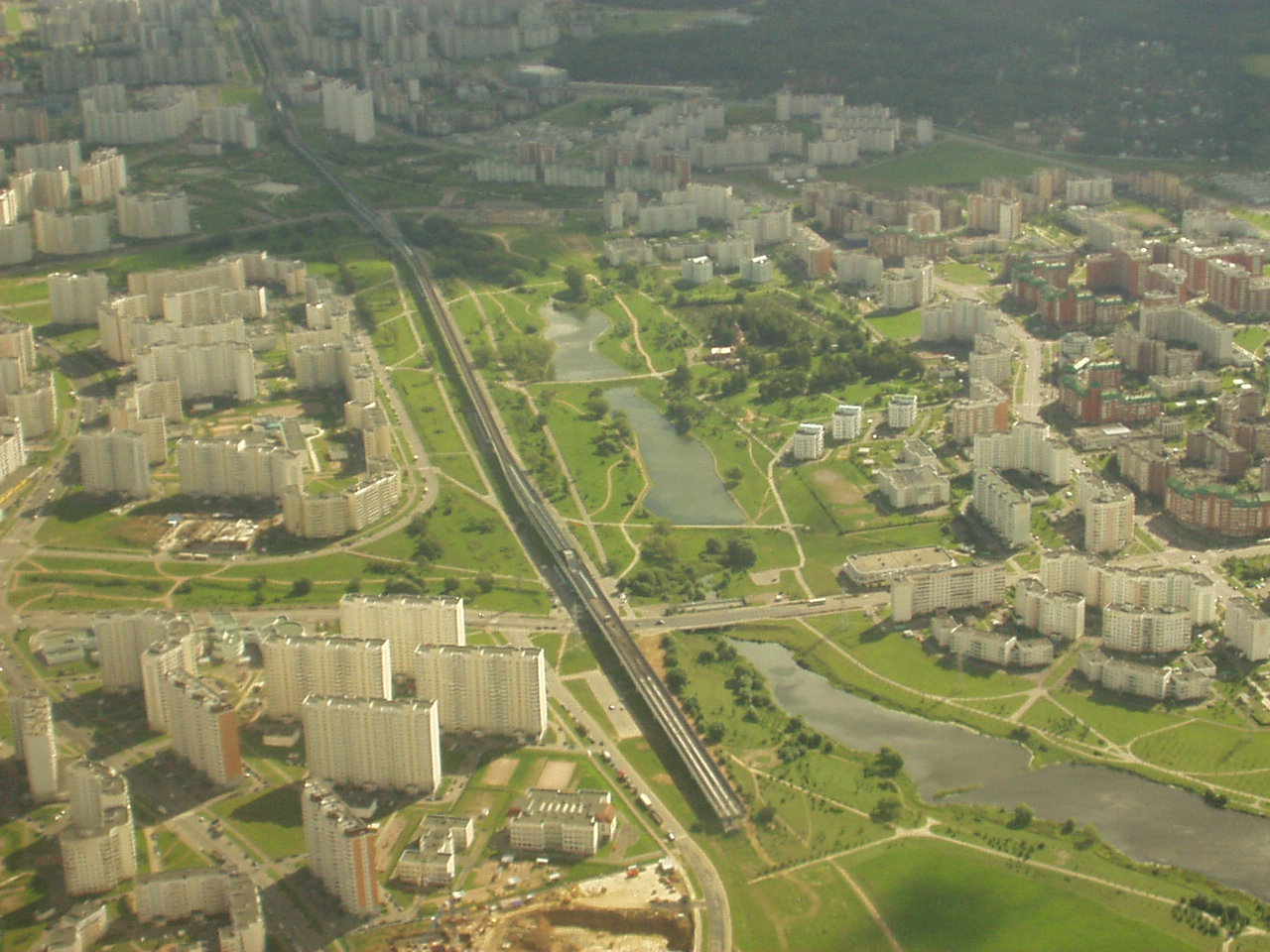
Il terminal Buninskaya Alleja

Ciononostante, i nuovi quartieri ai limiti della città, in particolare quelli al di fuori del MKAD (la cintura viaria esterna di Mosca), richiedevano un sistema di collegamento rapido alla città. Alla fine degli anni ottanta, l'ufficio design urbano di Mosca, Metrogiprotrans, sviluppò una serie di progetti che avrebbero portato il trasporto veloce oltre il MKAD, in primis verso il quartiere Butovo.
A questi progetti fu applicato il termine metropolitana leggera, dato che la linea si sarebbe sviluppata su un tracciato elevato rispetto al suolo. Per tale servizio, dovettero essere sviluppati nuovi tipi di veicoli, in grado di resistere anche agli agenti atmosferici avversi. La metropolitana leggera fu integrata all'interno della rete classica della Metropolitana di Mosca.
La linea Butovskaja si estende essenzialmente dal ramo Serpuchovskij della linea Serpuchovsko-Timirjazevskaja. Per motivi di praticità, furono scavati 1,6 km in un tunnel, permettendo in tal modo l'interscambio sotterraneo con la stazione Bul'var Dmitrija Donskogo, appartenente sempre alla linea Serpuchovsko-Timirjazevskaja. Per il resto della sua estensione, la linea è sopraelevata e il percorso è coperto da barriere antirumore. Attualmente, sono in servizio cinque stazioni della metropolitana leggera, ognuna con un design identico alle altre. Il servizio è operativo dal 2003.

## Cronologia
| Tratto                                    | Data di apertura | Lunghezza |
| ----------------------------------------- | ---------------- | --------- |
| Ulica Starokačalovskaja-Buninskaya Alleya | 27 dicembre 2003 | 5,6 km    |
| Ulica Starokačalovskaja-Bitcevskij Park   | 27 febbraio 2014 | 4,4 km    |
| Totale                                    | 7 stazioni       | 10 km     |

## Interscambi
| Linea                              | Stazione                |
| ---------------------------------- | ----------------------- |
| Linea Kalužsko-Rižskaja            | Bitcevskij Park         |
| Linea Serpuchovsko-Timirjazevskaja | Ulica Starokačalovskaja |

## Materiale rotabile
La linea condivide il deposito Varshavskoe (№ 8) con la linea Serpuchovsko-Timirjazevskaja. Sulla linea sono impiegati i treni appositamente costruiti 81-740/741 Rusich, adatti al clima in superficie e a curve più accentuate; sono attualmente in servizio su questa linea 12 treni.

## Sviluppi recenti e progetti futuri

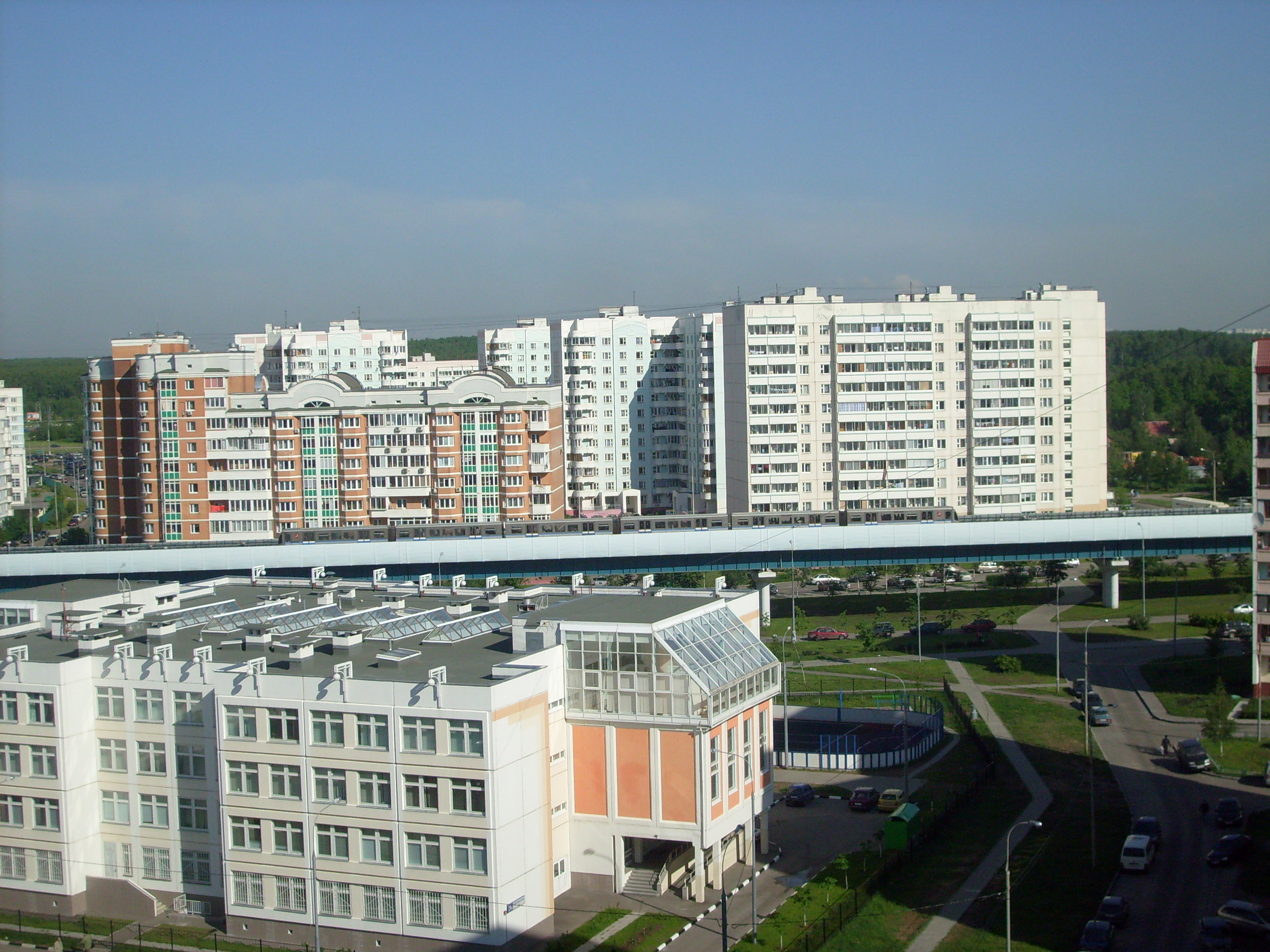
La linea Butovskaia

Nonostante la metropolitana leggera sia stata effettivamente innovativa, ha anche ricevuto la sua parte di critiche da diversi gruppi sociali e dai media, che potrebbero minarne il futuro.
Il primo problema riguarda i finanziamenti, pianificati in origine in modo da tagliare i costi; finora, tuttavia, la BBLM si è rivelata più costosa delle tradizionali linee del metrò. Le scomodità dei passeggeri riguardano i treni più corti e le attese più lunghe, ma in particolare si riferiscono all'interscambio a Ulica Starokačalovskaja—Bul'var Dmitrija Donskogo, dove la stazione della Butovskaja consiste in due banchine separate ai lati della linea principale, che costringono i passeggeri a file più lunghe alla banchina e ad attese maggiori per accedere al treno, attendendo l'uscita dei passeggeri. Ulteriori critiche sono giunte da coloro che vedono come danneggiamento al paesaggio l'esistenza di una metropolitana sopraelevata.
Inoltre, dovettero essere effettuate a pochi mesi dall'inaugurazione delle modifiche costose e imbarazzanti. Dapprima, i costi riguardarono i nuovi treni, che richiesero un'immediata manutenzione, e in seguito, nonostante le barriere anti-rumore, dovettero essere condotti ulteriori lavori di riduzione del rumore, riparando gli scambi e i giunti tra le rotaie.
Nonostante le critiche, la Metropolitana di Mosca continua a portare avanti diversi programmi di espansione per la BBLM, il primo dei quali è il posizionamento di nuove banchine a nord della stazione, separando in tal modo le banchine del capolinea in una diretta a nord e una diretta a sud (in progetto per il 2009). Vi era poi l'estensione sotterranea verso nord-ovest, in direzione del capolinea della Linea Kalužsko-Rižskaja, Bitcevskij Park, previsto per il 2007 e poi inaugurato nel 2014.
È stata proposta un'ulteriore espansione a sud-est, dato che Butovo continua a crescere: Ulica Staropotapovskaja, Ulica Ostafjevskaja e Novokurjanovo, insieme a un altro deposito. Questa costruzione del deposito renderebbe la linea più autonoma nel servizio.
I problemi della BLLM hanno anche rovinato la prospettiva di un'altra linea di metropolitana leggera, la Linea Solncevskaja, che è stata cancellata dai progetti. La sua costruzione doveva iniziare nel 2004 per l'apertura del 2006, ma dopo diversi ripensamenti, la Metropolitana di Mosca decise che sarebbe stato più pratico tornare a un progetto più convenzionale, la linea Solncevo-Mytiščenskaja. Dopo la cancellazione della SLLM, ci sono voci riguardo a una simile fine per la BLLM, in quanto la linea potrebbe essere smantellata e sostituita con un'estensione (di due o tre stazioni) della linea Serpuchovsko-Timirjazevskaja.
Uno degli aspetti positivi della BLLM, comunque, sono i treni Rusich, che sono stati impiegati anche sulla Linea Filëvskaja e che stanno via via sostituendo i vecchi treni della Linea Arbatsko-Pokrovskaja.
L'ultima estensione risale al 27 febbraio 2014 con l'apertura di due nuove stazioni.